# シダー (企業)
株式会社シダーは、福岡県北九州市小倉北区に本社を置く、デイサービスセンター、有料老人ホームなどを運営する企業である。

## 概要
社会医療法人池友会系列の病院にリハビリ職員として勤務していた山崎嘉忠、座小田孝安（専務取締役）が中心となり、2000年（平成12年）4月介護事業への参入を企図し、既存の法人を利用して本店移転・商号変更のうえ事業開始された。日本国内の21都道府県・105ヶ所（2019年（平成31年）3月31日現在）にデイサービスセンター、訪問看護ステーション、ケアプランセンター、介護付有料老人ホーム「ラ・ナシカ」などを開設し、運営を行なっている。

## 沿革
前史
- 1981年（昭和56年）4月25日 - 大阪府大阪市に株式会社新鉱産業設立。
- 1993年（平成5年）4月 - 株式会社福岡メディカル販売に商号を変更、本店を福岡県福岡市に移転。

正史
- 2000年（平成12年）10月 - 株式会社福岡メディカル販売から株式会社シダーに商号変更し、本店を福岡県北九州市小倉北区大畠一丁目7番19号に移転。
- 2005年（平成17年）3月 - ジャスダック上場。資本金4億3,228万円に増資
- 2012年（平成24年）9月 - 損害保険ジャパン系のファンド高齢社会戦略1号投資事業有限責任組合が株式公開買付けを実施。34.0％の株式を取得し、損害保険ジャパン（現・SOMPOホールディングス）の関連会社となる。
- 2019年（令和元年）5月14日 - SOMPOホールディングス系列の投資事業連合と資本業務提携を解消。投資事業連合は保有するシダー株の17％を大和ハウス工業に売却し、同社は第3位の株主となる。筆頭株主は山崎嘉忠会長になった。